# Wilson (Teksas)
Wilson je grad u američkoj saveznoj državi Teksas. Prema popisu stanovništva iz 2010. u njemu je živjelo 489 stanovnika.